# Thorsten Havener
Thorsten Havener (27 de setembro de 1972) é um mentalista, escritor e entertainer alemão.

## Biografia
Licenciou-se em Linguística Aplicada, Tradução e Interpretação de Inglês, na Universidade de Saarbrücken, na Alemanha e na Universidade de Monterrey, na Califórnia, respetivamente,  mas foi entre os passos de mágica, na esteira do ídolo David Copperfield, que se celebrizou na Alemanha, onde surpreende audiências com os seus espetáculos de leitura do pensamento.
Celebrizou-se com o livro "Sei o que estás a pensar", que vendeu mais de 350 mil exemplares na Alemanha e 400 mil no Japão.
É orador em várias conferências e professor de seminários.